# Kalbe (Niedersachsen)
Kalbe er en kommune med godt 560 indbyggere (2013) i den østlige del af Samtgemeinde Sittensen i den østlige centrale del af Landkreis Rotenburg (Wümme), i den nordlige del af den tyske delstat Niedersachsen.

## Geografi
Kommunen grænser mod øst til Landkreisene Harburg og Stade.